# Budschop
Budschop is een kerkdorp behorende tot de Limburgse gemeente Nederweert.
Het dorp ligt ten oosten van het dorp Nederweert, en wordt gescheiden van dit dorp door de Zuid-Willemsvaart. Budschop was oorspronkelijk een buurtschap, waar in 1906 een coöperatieve zuivelfabriek werd gebouwd.
Budschop werd in 1957 uitgebreid met een woonwijk. De gemeente Nederweert is in 2013 gestart met de bouw van een nieuwe woonwijk, Merenveld genaamd, ten noorden van de reeds aanwezige bebouwing.

## Bezienswaardigheden
- De Sint-Rochuskerk uit 1972.
- De Schanskapel uit 1905 in buurtschap Kreijel.

## Natuur en landschap
Budschop ligt op zandgrond, op een hoogte van ongeveer 32 meter. Het wordt in het westen door de Zuid-Willemsvaart van de kern Nederweert en in het zuidoosten door de Noordervaart van de kern Nederweert-Eind gescheiden. Tussen Budschop en de buurtschap Hulsen ligt een schutsluis.

## Nabijgelegen kernen
Nederweert, Ospel, Heibloem, Beringe, Nederweert-Eind
|            |  | Someren-Eind |  | Ospel           |
|            |  |              |  |                 |
| Nederweert |  |              |  |                 |
|            |  |              |  |                 |
|            |  |              |  | Nederweert-Eind |

Dorpen: Budschop · Leveroy · Nederweert · Nederweert-Eind · Ospel · Ospeldijk

Buurtschappen en gehuchten: Boeket · Bosserstraat · De Nieuwe Hoeven · Horick · Horickheide · Hulsen · Klaarstraat · Kreijel · Mildert · Nieuw- en Winnerstraat · Roeven · Schoor · Strateris · Waatskamp

Limburg: Steden en dorpen      Nederland: Provincies · Gemeenten